# Снэтч
Снэтч (англ. Snatch Land Rover) — лёгкий английский бронеавтомобиль.
Снэтч разработан компанией Land Rover. Бронеавтомобиль предназначался для патрулирования во время операций в Северной Ирландии. Машина была спроектирована в самом начале 90-х годов XX века, официально представлена в 1992 году.
Бронеавтомобили Снэтч принимали участие в боевых действиях британской армии в Афганистане и Ираке, где получили немало нареканий со стороны британских военных. Британское министерство обороны решило заменить Снэтч на более современный бронеавтомобиль Оцелот.

## ТТХ
- Боевая масса — 4050 кг
- Размеры
  - Длина по корпусу — 4,55 м
  - Ширина — 1,79 м
  - Высота — 2,03 м
- Максимальная скорость — 97 км/ч